# Finau Maka
Pour les articles homonymes, voir Maka.

a Compétitions nationales et continentales officielles uniquement.

b Matchs officiels uniquement.
Dernière mise à jour le 6 février 2019.
Finau Maka, né le 11 juillet 1977 à Longoteme (Tonga), est un joueur international tongien de rugby à XV jouant au poste de troisième ligne aile ou troisième ligne centre.
Sa première sélection internationale pour les Tonga a été tardive, notamment parce qu'il a eu la possibilité d'évoluer pour les Samoa, et aurait pu jouer avec l'équipe de France. Son frère aîné Isitolo a joué pour l'équipe de Nouvelle-Zélande.
Il est marié à Élizabeth et a 2 enfants, Brian Jean-Louis, né en février 2002 et Justina Lourdes, née le 15 mai 2008.

## Biographie

### Carrière en club

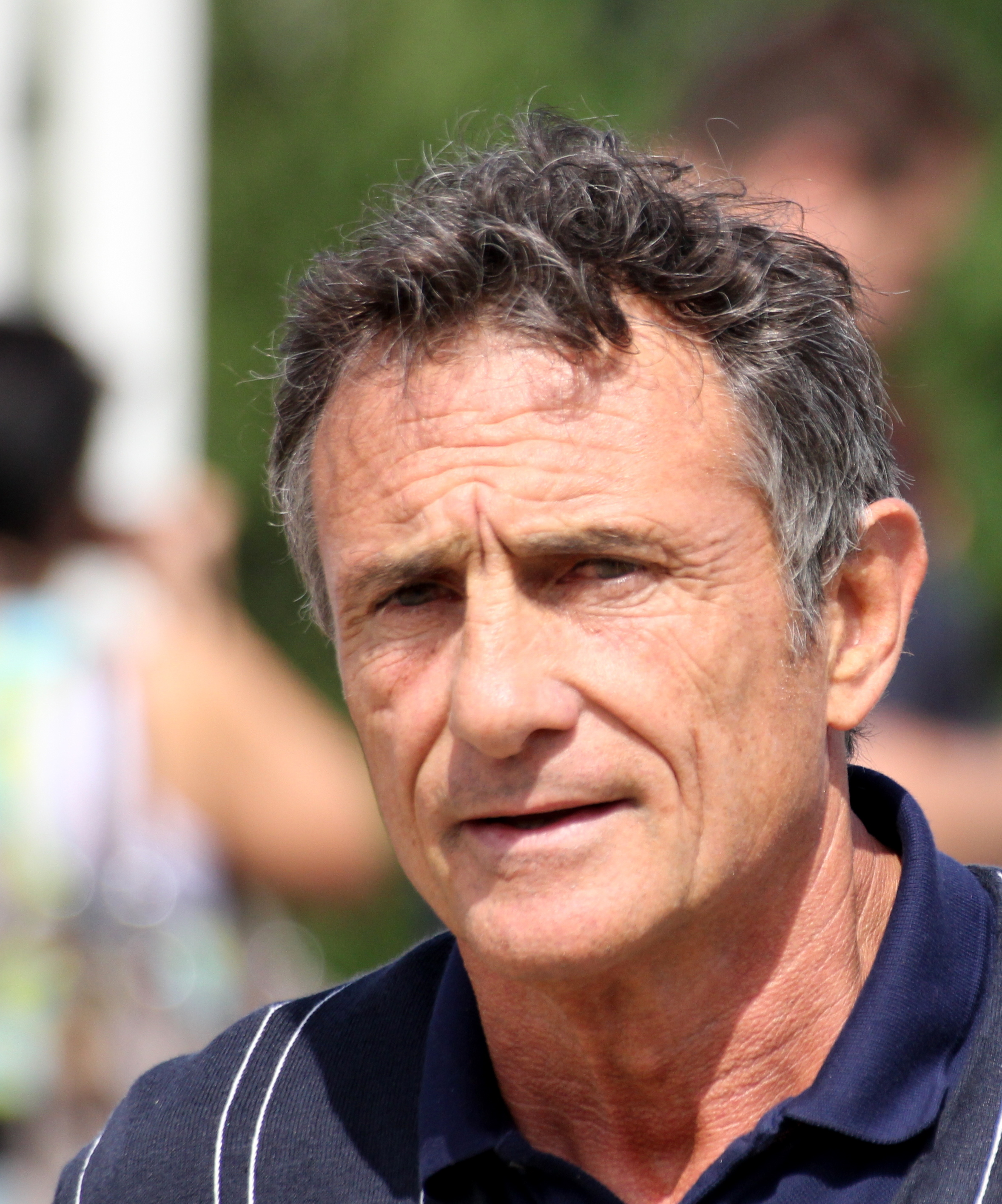
Guy Novès, ici en 2011, est l'entraîneur de Finau Maka au Stade toulousain de 2001 à 2010.

Le 24 mai 2003, il est remplaçant avec le Stade toulousain en finale de la Coupe d'Europe au Lansdowne Road de Dublin face à l'USA Perpignan. Il remplace Trevor Brennan à la 68e minute, et les toulousains s'imposent 22 à 17 face aux catalans et deviennent ainsi champions d'Europe. La saison suivante, il joue de nouveau la finale de la Coupe d'Europe qui se déroule cette fois au Stade de Twickenham à Londres face aux London Wasps. Il est titularisé en troisième ligne avec Jean Bouilhou et Christian Labit. Les Anglais l'emportent sur le fil 27 à 20, à la suite d'une erreur de Clément Poitrenaud, empêchant les Toulousains de gagner un deuxième titre consécutif.
En 2005, ils arrivent à se qualifier une troisième fois consécutive en finale de Coupe d'Europe face au Stade français. Il est titulaire en troisième ligne avec Trevor Brennan et Christian Labit. Les haut-garonnais sont de nouveau champion d'Europe en s'imposant 12 à 18 après prolongation.

### Carrière en équipe nationale
Il a honoré sa première cape internationale en équipe des Tonga le 12 septembre 2007 contre l'équipe des États-Unis lors de la coupe du monde 2007 et inscrivit un essai à l'occasion.

## Justice
En mai 2010, Finau Maka est placé en garde à vue pendant 24 heures pour une affaire de travail au noir. Il est notamment accusé d'avoir fait travailler un clandestin tunisien chez lui entre 2006 et 2010 dans des conditions précaires sans l'avoir payé, relevant ainsi d'une forme "d'esclavage moderne".

## Statistiques en équipe nationale
- 8 sélections en équipe des Tonga
- 1 essai (5 points)
- Sélections par année : 4 en 2007, 4 en 2011

En coupe du monde :
- 2007 : 4 sélections (États-Unis, Samoa, Afrique du Sud, Angleterre)
- 2011 : 3 sélections (Nouvelle-Zélande, Canada, France)

## Palmarès

### En club
- Stade toulousain
  - Vainqueur de la Coupe d'Europe en 2003 et 2005
  - Finaliste de la Coupe d'Europe en 2004 et 2008
  - Vainqueur du Championnat de France en 2008